# اچ‌ام‌سی‌اس دافین (کی۱۵۷)
اچ‌ام‌سی‌اس دافین (کی۱۵۷) (به انگلیسی: HMCS Dauphin (K157)) یک کشتی بود که طول آن ۲۰۵ فوت (۶۲٫۴۸ متر) بود. این کشتی در سال ۱۹۴۰ ساخته شد.